# Im Wirbel des Lebens
Im Wirbel des Lebens è un film muto del 1920 prodotto e diretto da Erik Lund

## Produzione
Il film fu prodotto dalla Ring-Film GmbH (Berlin).

## Distribuzione
Uscì nelle sale cinematografiche tedesche con il visto di censura in data dicembre 1919. Fu presentato in prima il 7 maggio 1920.